# David Samuel Levene
David Samuel Levene (* 14. April 1963) ist ein britischer Klassischer Philologe.

## Leben
Levene erwarb den B.A. in Literae humaniores (1985) und den Ph.D. in Classics (1989) am Brasenose College der University of Oxford. Anschließend war er von 1990 bis 1993 Edward White Bate Junior Research Fellow am Brasenose College und von 1993 bis 2000 Lecturer in Classics an der University of Durham. Von 2000 bis 2006 lehrte er als Professor of Latin Language and Literature an der University of Leeds. Seit 2006 ist David Samuel Levene Professor of Classics an der New York University.
Seine Interessengebiete sind lateinische Prosaliteratur, die römische Religion und die Geschichte der Römischen Republik.

## Schriften (Auswahl)
- Religion in Livy. Leiden 1993, ISBN 90-04-09617-5.
- als Herausgeber: Tacitus: The histories. Oxford 1997, ISBN 0-19-283158-5.
- als Herausgeber mit Damien Nelis: Clio and the Poets. Augustan Poetry and the Traditions of Ancient Historiography. Brill 2002, ISBN 90-04-11782-2.
- Livy on the Hannibalic War. Oxford 2010, ISBN 978-0-19-815295-8.